# Menhir du Croc
Le menhir du Croc est un menhir situé sur la commune de Serquigny dans le département de l’Eure en France.

## Localisation
Le mégalithe est situé au milieu d’un champ au nord de Serquigny.

## Description
Le menhir du Croc est un bloc de grès plat de 2,2 m environ de hauteur.

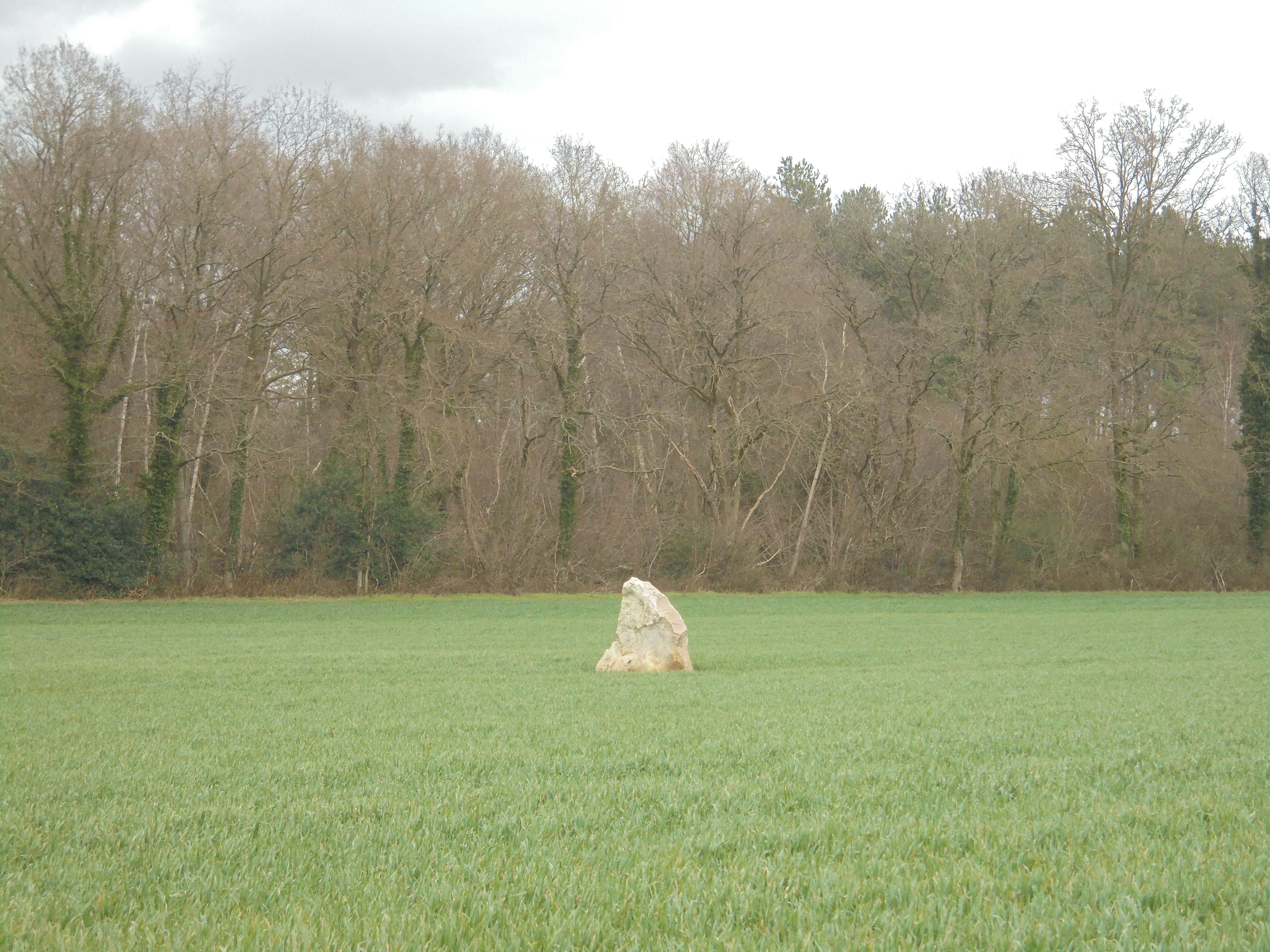
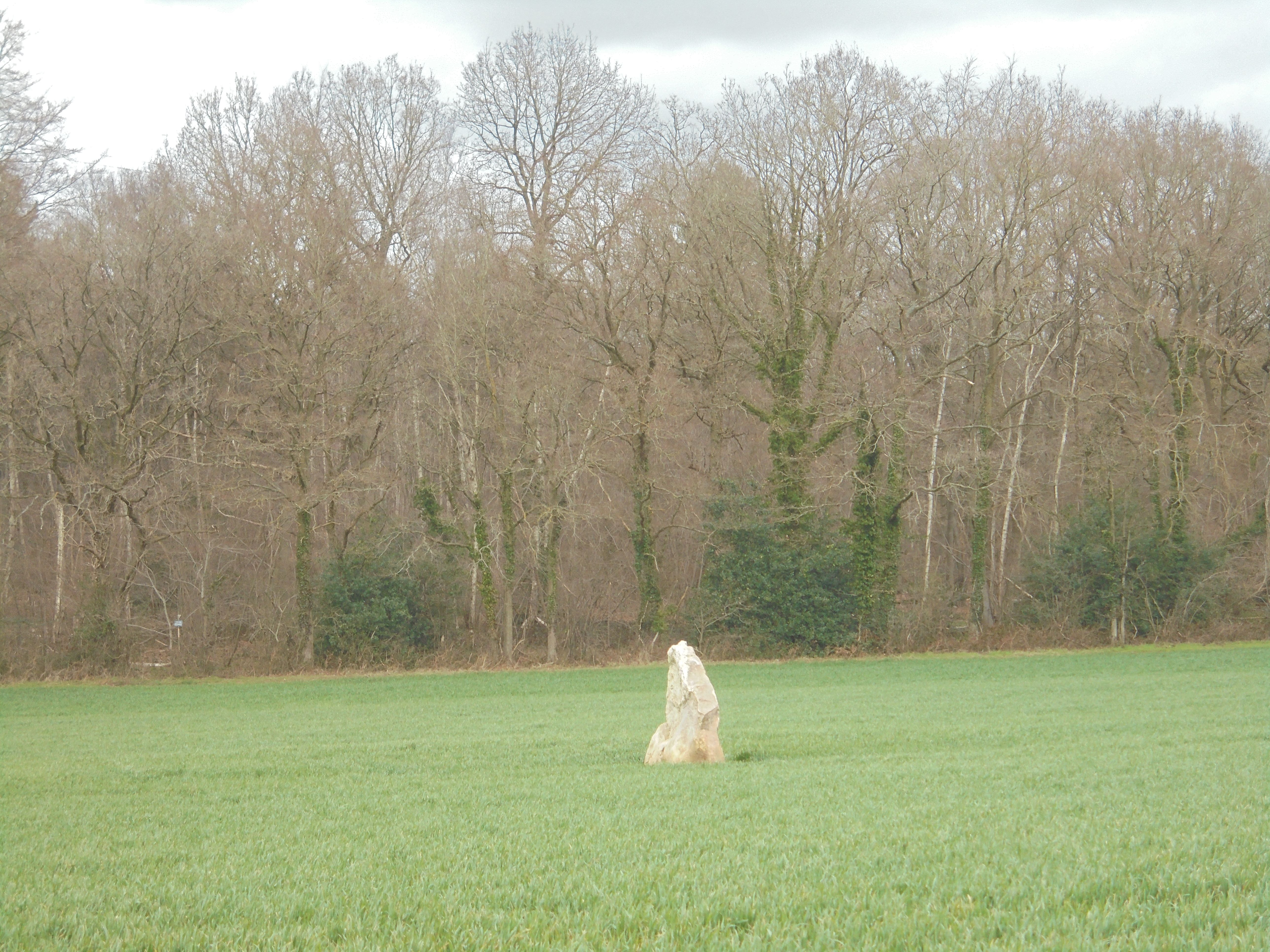
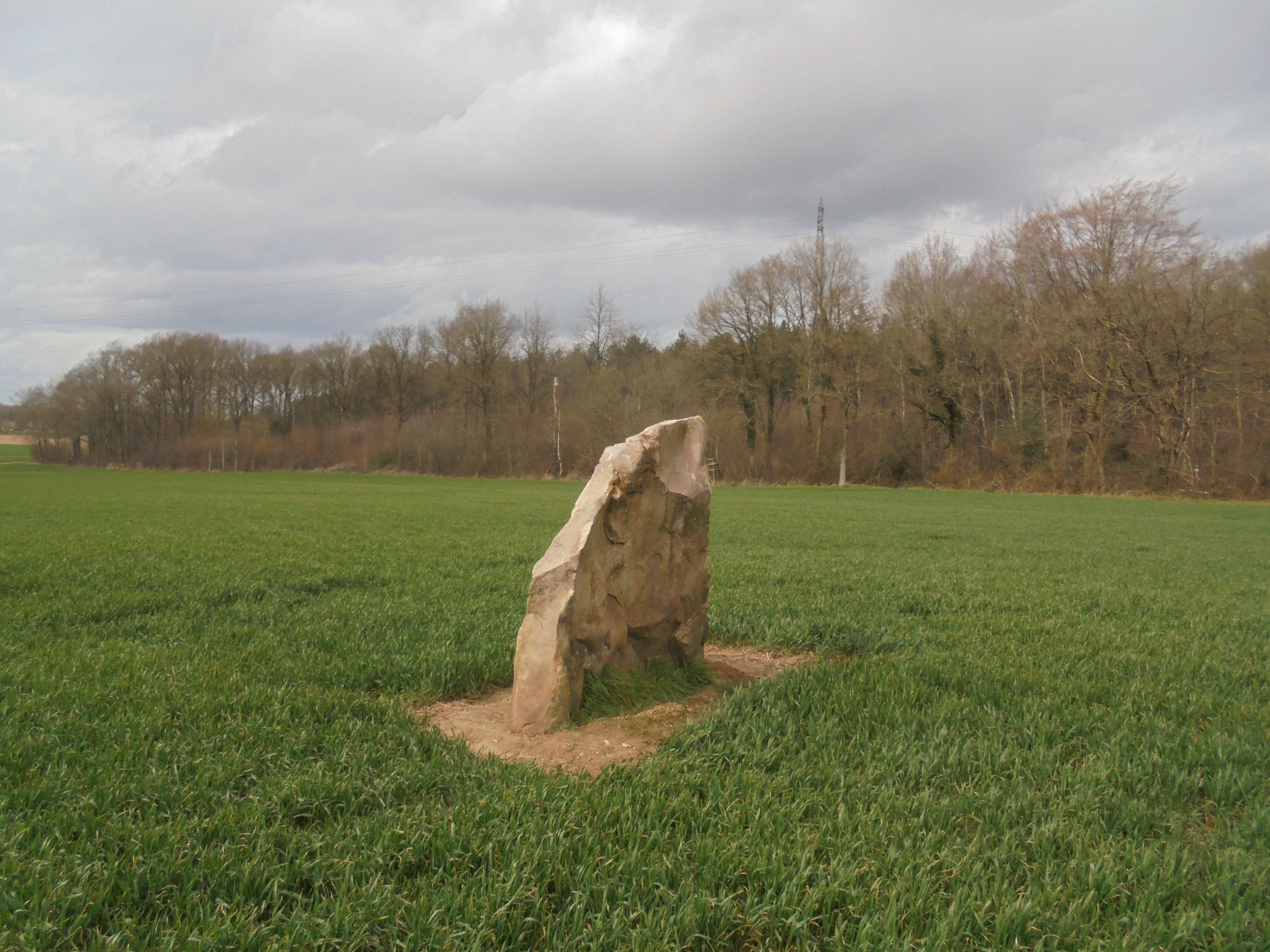
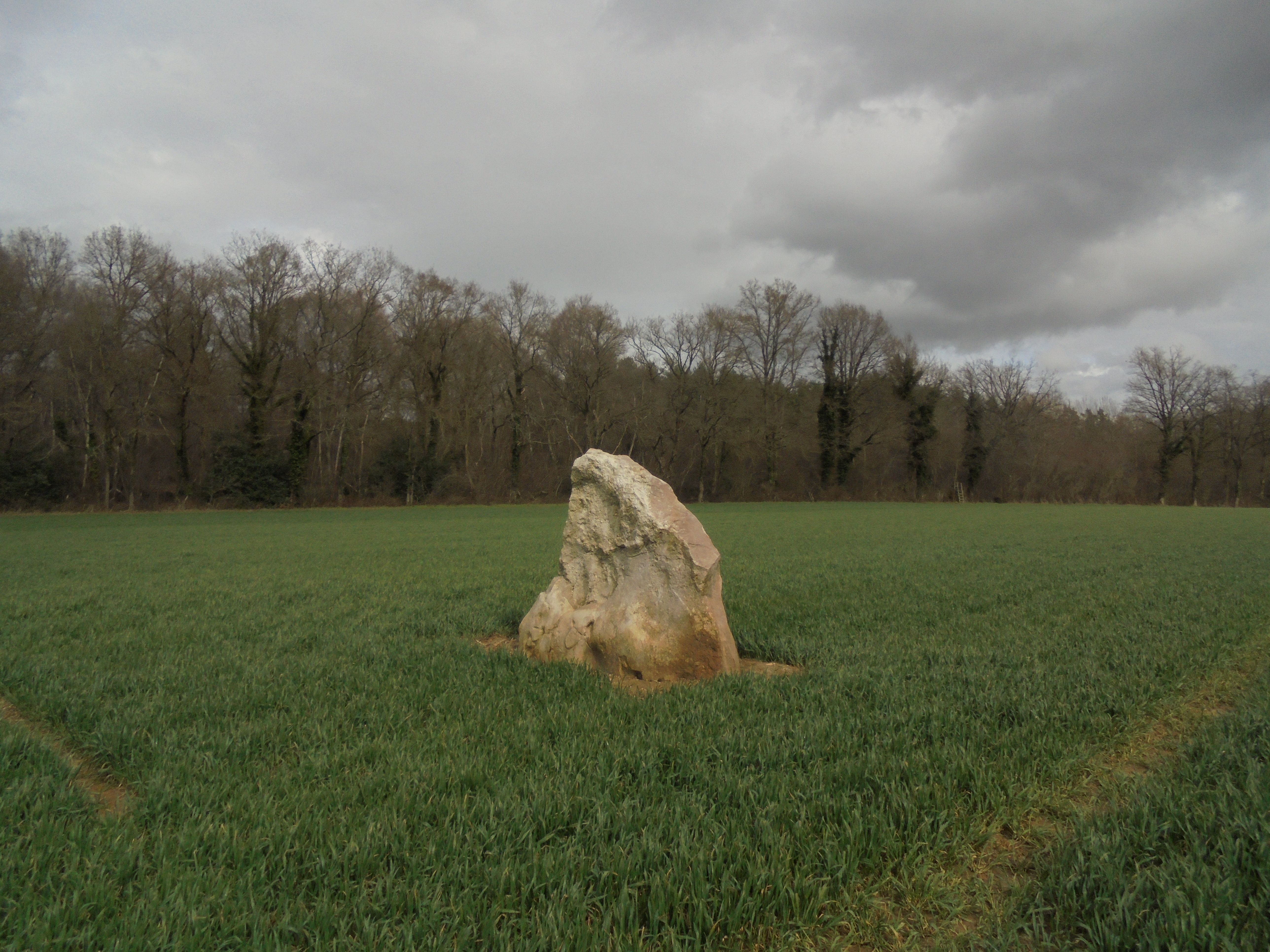

## Historique
Selon Jacques Charles dans son ouvrage Les grandes lignes de l’histoire de Serquigny : 
« Lorsque les Romains envahirent ce qui allait être la Normandie, ils affrontèrent les tribus des Lexoviens et des Véliocasses, cette dernière étant établie à la confluence de la Risle et de la Charentonne. Le seul témoignage de leur implantation demeure le menhir du Croc, situé à la Quévrue, en bordure du bois de Locquerais, dans un champ. Ce mégalithe doit certainement son nom à Judith de Conan épouse de Richard II de Normandie, curieusement appelée Judith de Hicroc ou Hucroc à la fin du XVIe siècle. […] Ce monolithe ne devait pas être isolé comme l'atteste le nom de chemin de la Trigale, c’est-à-dire des trois pierres situées à la limite de la commune voisine de Launay. »
Il est inventorié pour la première fois en 1897 par Léon Coutil, président de la Société préhistorique française. Il est inscrit au titre des monuments historiques par arrêté du 17 juillet 1991.